# سید محمدهادی میلانی
سیّد محمّدهادی حسینی میلانی(زادهٔ ۹ تیر ۱۲۷۴ در نجف – درگذشتهٔ ۱۷ مرداد ۱۳۵۴ در مشهد) از مراجع تقلید شیعه ایرانی بود.

## تولّد
وی در هفتم محرم سال ۱۳۱۳قمری مصادف با ۹ تیر ۱۲۷۴ شمسی در نجف به دنیا آمد.
اجداد او همه از سادات حسینی، شهر مدینه منوره و از فرزندان علی بن الحسین بودند و از بزرگان مدینه به‌شمار می‌رفتند. جد اعلایش شریف سید علی‌اکبر با ۲۶ سال نسب به «علی اکبر» فرزند علی بن حسین می‌رسد.
هجرت آنان در اواخر قرن یازدهم هجری قمری از مدینه به آذربایجان ایران در پی دعوتی بود که از جانب شیعیان این دیار انجام گرفت. به دنبال این دعوت سید حسین (جد محمدهادی) و برادرش علی‌اکبر که هر دو از جوانان مدینه بودند، به همراه زایرین خانه خدا وارد آذربایجان شدند و سید حسین همچنان در روستای میلان  شهرستان اسکو باقی ماند.

## دوران تحصیل
اولین معلمان سید محمدهادی مادر و پدرش بودند. استادان علوم مقدماتی وی، میرزا ابراهیم همدانی و ملامحسن تبریزی و در دروس سطح نیز غلامعلی قمی و ابوالقاسم مامقانی (دائی) استادان او بودند. او همچنین از محضر افرادی چون سید ابوالحسن اصفهانی، مرتضی طالقانی، میرزای نائینی و آقا ضیاءالدین عراقی استفاده برده و در فقه و اصول مسلط شد. وی در علوم عقلی نیز مطالعه داشت و چندین سال از عمر خود را محضر استادان فلسفه گذرانده و در این خصوص از شاگردان محمدحسین اصفهانی به‌شمار می‌رفت.
از جمله علومی دیگری که در آن تبحر یافت و به استادی رسید، دانش تفسیر و علوم قرآنی بود که از ایام تحصیل خود در نجف این دانش را نزد محمدجواد بلاغی فراگرفته بود و بعدها نیز همواره با استادان تفسیر به ویژه با سیدمحمد حسین طباطبایی صاحب تفسیر المیزان مباحثه و مناظره داشت.
هشت سال نیز در علوم حدیث با علی قمی مباحثه و مذاکره داشت و نسخه کتاب وسایل الشیعة خود را با نسخه‌ای که به خط شیخ حر عاملی بود، مقابله کرده‌است.

## دوستان
از دوستان او می‌توان به سید مرتضی جزایری، محمدتقی شریعتی و سید محمدولی قرنی اشاره کرد. از ارتباط وسیع سیدهادی میلانی با علی شریعتی روایات مختلفی شده‌است که گاهی با هم در تناقض یا اینکه به دوره‌های مختلف اشاره می‌کنند.
ضمناً مطالب وسیعی به نقل از انقلابیون و نزدیکان آیت‌الله و همین‌طور برخی اسناد ساواک و دادگاه محمد ولی قرنی در مورد ارتباط سید هادی میلانی با مرحوم قرنی خصوصاً در مورد کودتای نافرجام منتشر شده‌است که ظاهراً جزئیات آن در هاله‌ای از ابهام است ضمن اینکه اخبار متناقضی از ارتباط دوستانه با شاه و استفاده از این ارتباط برای آزادی روح‌الله خمینی از زندان تا طراحی و دستور وی برای کودتا وجود دارد. طرح کودتای نخست وی در سال ۱۳۳۶ افشا و منجر به اخراج از ارتش و محکومیت سبک سه ساله زندان شد، اما بعد از رهایی مجدداً در تماس با عناصر مخالف نظام درصدد کودتای دوم برآمد؛ برای این منظور با برخی از مبارزان از جمله میلانی - در خلال مهاجرت به تهران در اعتراض به دستگیری امام - در تابستان ۱۳۴۲ مذاکراتی نمود. چنین به‌نظر می‌رسد که قرنی در این گفتگو، نظر میلانی برای حمایت افکار عمومی - با عنایت به نفوذ و جایگاه مردمی سید هادی میلانی - جهت براندازی رژیم شاه را جلب کرد. در این مذاکره استفاده از برخی رجال مستقل از جمله دکتر علی امینی نیز در دستور کار قرار گرفت.
براساس توافقات مذکور، سید مرتضی جزایری که در جلسه حضور داشت از طرف سید هادی میلانی مأموریت یافت، طی دیداری با امینی، نظر او را جویا شود. این ملاقات انجام شد و امینی کلیات نقشه را پذیرفت. این دیدارها چندین بار و بعضاً به واسطه شخصی به‌نام رحیم خبازباشی - از ارادتمندان سید هادی میلانی - با قرنی و امینی تکرار شد و در حالی‌که طرح به مرحله عملیاتی نزدیک می‌شد، ماجرا از طریق یکی از عوامل نفوذی ساواک در زمره مشاوران سید هادی میلانی در مشهد لو رفت و منجر به دستگیری سید مرتضی جزایری و محمدولی قرنی شد.
نام و حضور سید مرتضی جزایری در بسیاری از وقایع و رویدادهای مرتبط با سیدهادی میلانی از جمله: کودتای قرنی، مهاجرت سیدهادی میلانی به تهران در اعتراض به دستگیری امام خمینی در ۱۵ خرداد ۴۲، واسطه ارتباط با رجال و عناصر اپوزیسیون رژیم پهلوی از جمله جبهه ملی، نهضت آزادی و… به چشم می‌خورد. در این میان گزارش‌های ساواک از دوره سه‌ماهه مهاجرت علما به تهران و از جمله بیت آیت‌الله میلانی حاکی است که مدیریت و مشاور سیاسی امور بیت و سید هادی میلانی، سیدمرتضی جزایری بوده و حتی در آغاز مهاجرت، شایع شده بود که سید هادی میلانی در مهاجرت به تهران در منزل صدرالدین جزایری استقرار می‌یابد که بعدها به دلایلی این امر محقق نشد. به هر حال گزارش دیگری از حضور سیدمرتضی در جلسه دیدار  - ریاست ساواک - با سید هادی میلانی و مذاکره آن‌ها دربارهٔ آزادی سید روح‌الله خمینی و سایر دستگیرشدگان حکایت می‌کند. در همین راستا چندین گزارش نیز از مکاتبات و مشورت‌های میلانی با نامبرده دربارهٔ برخی از وقایع و مسائل سیاسی است؛ به‌گونه‌ای که جزایری را می‌توان به‌عنوان یک مشاور سیاسی برای سیدهادی میلانی تلقی کرد. در اینجا این نکته نیز ناگفته نماند که برخی گرایش‌های ملی‌گرایانه، سیدمرتضی جزایری را در انزوای سیاسی سید هادی میلانی در سال‌های پایانی حیاتش - رحلت در مرداد ۱۳۵۴ - مؤثر دانسته‌اند

## آثار علمی
آنچه امروزه از آن‌ها به عنوان آثارش نام برده می‌شود، یادداشت‌های پراکنده و تقریرات درس‌هایش است که به همت شاگردان و فرزندانش جمع‌آوری شده و پس از تنظیم در عناوین و موضوعات مختلف به چاپ رسیده‌است و عبارتند از:
- محاضرات فی الفقه الامامیه[۹]
- قادتنا کیف نعرفهم؟[۱۰]
- تفسیر سوره جمعه و تغابن
- مختصر الاحکام
- مناسک حج
- حاشیه بر قسمتی از عروة الوثقی
- نخبه المسائل[۱۱]
- ده پرسش[۱۲]
- حاشیه المکاسب
- قواعد فقهیه و اصولیه
- رساله‌ای در بیعه و مسائل بانکی
- کتابی استدلالی در مزارعه و مساقات
- کتابی استدلالی در اجاره
- شرح استدلالی مباحثی از کتاب الصلوة «شرایع»
- رساله‌ای در منجزات مریض
- البیع(۴ جلدی)

## احیای حوزه علمیه مشهد
نهم ذیحجه سال ۱۳۷۳ قمری ـ ۱۳۳۴ جهت زیارت علی بن موسی الرضا وارد شهر مشهد شد و در خانه علی‌اکبر نوقانی اقامت گزید.
در آن زمان حوزه‌های علمیه مشهد آنگونه که باید رونق نداشتند. از سال ۱۳۱۴ به دنبال مبارزات روحانیان مشهد با حکومت رضاشاه، این حوزه نیز مانند دیگر حوزه‌های علمیه سراسر کشور مورد تهاجم قرار گرفته بود و پس از حادثه قیام مسجد گوهرشاد روحانیانی چون حسین قمی تبعید و میرزا محمد آقازاده پس از زندانی شدن به اسارت رسیده بود و بسیاری از علمای معروف دیگر این شهر دستگیر یا تبعید شده بودند.
گرچه پس از وقایع شهریور ۱۳۲۰ خورشیدی و به همت علمای طراز اول همچونسیدحسین شاهرودی و محمد کاظم دامغانی و سید احمد مدرس یزدی و برخی دیگر از بزرگان، حوزه علمیه مشهد مجدد احیا شده بود و دروس سطح و خارج برگزار می‌شد، اما خلأ ستاره‌ای فروزان که سکان هدایت را برعهده بگیرد کاملاً مشهود بود، بدین سبب سید محمد هادی میلانی به عنوان بهترین گزینه رهسپار جوار علی بن موسی الرضا گردید.
می‌گویند هنگامی که وی به مشهد رفت، نزدیکان و آشنایان برایش منزل جستجو می‌کردند و او برای بازدید منازل می‌آمد و هنگامی که وارد برخی از منازل می‌شد، می‌گفت این خانه مناسب حال من نیست! زیرا اهل این خانه در آن گناهانی را مرتکب شده‌اند و حالت عرفانی مرا بهم می‌زند.
اصلاح وضع حوزه علمیه مشهد و شکوفایی بخشیدن به دروس مدارس دینی و علمی در این شهر چیزی است که با اقامت او انجام گرفت.
سید علی خامنه‌ای در اینباره می‌گوید:
«... ما دیدیم که مرحوم آیت‌الله میلانی از کربلا که نزدیکی نجف بود آمدند تا مشهد و یک حوزه علمیه بزرگی را بوجود آوردند … این یک واقعیت است… از برکت الهی برای حوزه علمیه مشهد وجود آیت‌الله میلانی بود.»
نخستین گام اصلاحی آیت‌الله میلانی در حوزه علمیه، سامان بخشیدن به دروس بود که بعدها اثرات آن در مراکز دینی و فرهنگی دیگر نیز نمایان گردید.
وی چون دریافته بود که منشأ پراکندگی علمای این شهر در طول سالهای گذشته در فقدان استادان پرمایه در این سامان نهفته‌است. بدان جهت نیز ابتدا استادان پرکار و شایسته را جلب این حوزه نمود و خود نیز بر کرسی تدریس نشست. درس خارج اصول و فقه او که در مسجد گوهرشاد دایر می‌شد، در شکوفایی دروس حوزه نقش بسزایی داشت و به مرور زمان علماء را در این شهر تمرکز می‌بخشید. وی تحول شگرفی نیز در خصوص روش آموزشی دروس پدیدآورد که اساسی‌ترین آن طرحی بود که به نابسامانی و بی‌نظمی حاکم بر مدارس دینی پایان داد و به حوزه علمیه مشهد جان تازه‌ای بخشید.
وی طلاب متعهد را یاری می‌نمود و در همه این مراحل، امتحانات ماهانه و سالانه و ارتقاء رتبه و حضور و غیاب و کنترل کیفیت دروس نیز با جدیت پیگیری می‌شد.
یکی از اقدامات او در احیای حوزه علمیه مشهد، دعوت از علی فلسفی به مهاجرت، جهت تدریس در حوزه علمیه آن دیار بود. او یکی از برجسته‌ترین درس آموختگان مکتب نجف به‌شمار می‌رفت.

## فعالیت‌های انسان دوستانه
- پس از زلزله سال ۱۳۴۷ در جنوب استان خراسان (منطقه فردوس و کاخک) مردم را برای بازسازی و کمک به آوارگان بسیج کرد و بارها طلاب را جهت کمک به مردم به این شهر اعزام داشت. می‌گویند برای مردم بی‌خانمان خانه‌ها ساخت و حتی سند به نام آن‌ها نوشت.
- در بازسازی مسجد هامبورگ آلمان نقش مؤثری را ایفا کرد و در اعزام محمد بهشتی به آنجا تلاش زیادی کرد.
- وی همچنین بازسازی مدارس علمیه مشهد و مدرسه حقانی قم و کمک به ایجاد چندین مدرسه دینی در شهرستان‌ها نقش داشت.[۱۶]

## درگذشت
میلانی به علت ابتلا به سرطان در روز جمعه ۱۷ مرداد سال ۱۳۵۴ در سن ۸۱ سالگی، درگذشت و در مشهد، در حرم علی بن موسی الرضا در رواق توحید خانه به خاک سپرده شد.